# Abbottina lalinensis
Abbottina lalinensis är en fiskart som beskrevs av Huang och Li, 1995. Abbottina lalinensis ingår i släktet Abbottina och familjen karpfiskar. Inga underarter finns listade i Catalogue of Life.